# George Sabra
George Sabra (11. července 1947, Qatana, Sýrie) je syrský levicový politik, od listopadu 2012 je předsedou opoziční Syrské národní rady. Od dubna do července 2013 byl vůdcem Syrské opoziční koalice. Jde o řadu let vězněného komunistického disidenta, který je zároveň křesťanem hlásícím se k řecké pravoslavné církvi.

## Život
Sabra vystudoval geografii. Studoval jednak v Sýrii, ale také na Indiana University v americké Indianě.
V syrské opozici se angažuje už od 70. let. V roce 1987 byl při vládním zásahu proti komunistické straně, v níž patřil k představitelům vedení, zatčen a posléze odsouzen na osm let do vězení.